# Xanthorhoe phiara
Xanthorhoe phiara là một loài bướm đêm trong họ Geometridae.